# Parafia św. Józefa w Osieku nad Notecią
Parafia św. Józefa w Osieku nad Notecią – parafia rzymskokatolicka w dekanacie Wyrzysk w diecezji bydgoskiej.
Erygowana 31 lipca 1925.
Miejscowości należące do parafii: Osiek nad Notecią, Ostrówek, Wyciąg i Żuławka.